# Microledrida flava
Microledrida flava är en insektsart som beskrevs av Metcalf 1923. Microledrida flava ingår i släktet Microledrida och familjen kilstritar. Inga underarter finns listade i Catalogue of Life.